# Horní Vilémovice
Horní Vilémovice là một làng thuộc huyện Třebíč, vùng Vysočina, Cộng hòa Séc.